# 张新镇
张新镇，是中华人民共和国安徽省阜阳市临泉县下辖的一个乡镇级行政单位。

## 行政区划
张新镇下辖以下地区：
张集村、钟陶营村、陶李村、罗庄村、马寨村、马大村、刘寨村、马楼村、谢寨村和高小寨村。